# Кременчугский 32-й пехотный полк
Кременчугский, 32-й пехотный, полк — армейская пехотная воинская часть Вооружённых сил Российской империи.
Полковой праздник — 15 августа.

## Дислокация
Формирование дислоцировалось:
- на 1820 год — Кременчуг, уездный город Полтавской губернии. Второй батальон командирован в Вознесенск к поселённой Бугской уланской дивизии[2].

## История
Армейский полк сформирован 16 августа 1806 года в Ржеве, Зубцове и Волоколамске в составе трёх батальонов под наименованием Кременчугский мушкетёрский полк генерал-лейтенантом Д. И. Пышницким из одной гренадерской и трёх мушкетёрских рот, выделенных из Ширванского мушкетёрского полка с добавлением к ним рекрутов.
В 1808 году формирование было отправлено в Финляндию, на театр войны с Швецией, и вошёл там в состав войск, блокировавших Свеаборг. Полком были взяты укрепления: Лагерна, Витер-Сварто и Лиль-Остер-Сварто. По сдаче крепости часть полка была посажена на суда и приняла участие в качестве десанта во многих блестящих делах нашего флота, а два батальона были оставлены в городе Свеаборг для защиты побережья.
22 февраля 1811 года мушкетёрский полк был переименован в пехотный, а 19 ноября в полку сформирован 4-й резервный батальон. Войдя в состав 4-й пехотной дивизии принца Евгения Вюртембергского, кременчугцы участвовали
почти во всех крупных боях Отечественной войны, в том числе и в Бородинском сражении, и в Заграничных походах 1813—1814 годов.
8 августа 1814 года пехотный полк был приведён в состав трёх батальонов, каждый из четырёх рот. В 1824 году 8-я рота полка отделена была в Ширванский пехотный полк.
В русско-турецкую войну 1828—1829 годов армейский полк совершил форсированную переправу 27 мая через Дунай, а затем участвовал в бою у Буланлыка и в осаде крепости Силистрии.
При наведении порядка в Польше во время бунта (восстания) 1831 года полк, под начальством подполковника Лаврентьева, имел ряд блестящих дел и за отличие при штурме Воли и Варшавы 6 декабря того же года получил Георгиевские знамёна.
22 января 1833 года, при общей реорганизации армии, Кременчугский полк был переименован в егерский и, с присоединением к нему 16-го егерского полка, приведён в состав четырёх действующих и двух резервных батальонов, причём 1-й, 2-й и 5-й батальоны батальоны составлены из батальонов прежнего Кременчугского пехотного полка. 2 апреля 1833 года полк вошел в состав 8-й пехотной дивизии, в которой затем состоял до конца своего существования. 28 февраля 1834 года 6-й резервный батальон был упразднён, а 23 декабря 1841 года 4-й батальон приведён в кадровый состав. В следующем году был упразднён и 5-й батальон, и было Высочайше повелено в запасных войсках иметь для Кременчугского егерского полка из бессрочно-отпускных нижних чинов 5-й резервный и 6-й запасной батальоны.
В Венгерскую кампанию 1849 года Кременчугский полк, под начальством барона полковника фон Менгдена, вошёл в состав отряда генерала Г. Х. Засса и имел многократные стычки с венграми, а 3 июля участвовал в авангардном деле у Вайцена и при Дебречине, и выдержал упорный бой у д. Хараста с многочисленным противником, за что полку 25 декабря присвоен «поход за военное отличие».
С началом Восточной войны часть полка была отправлена в Дунайскую армию и приняла участие в осаде Силистрии, причём особенно отличилась в штурме Арабского форта. Затем полк был отправлен на усиление гарнизона Севастополя и принял деятельное участие в его обороне, потеряв за время со 2 апреля по 27 августа 1855 года 2 816 чинов. За подвиги, оказанные полком в Севастополе, Высочайшим приказом 30 августа 1856 года ему были пожалованы Георгиевские знамёна.
В том же году, 17 апреля, полк наименован пехотным и 23 августа приведён в состав трёх батальонов с тремя стрелковыми ротами; 4-й батальон отчислен в резервные войска, 5-й, 6-й, 7-й и 8-й батальоны (последние два сформированы 10 марта 1854 году) частью поступили на пополнение некомплекта в других батальонах, а частью уволены в бессрочный отпуск.
6 апреля 1863 года из 4-го резервного батальона и бессрочно-отпускных 5-го и 6-го батальонов сформирован Кременчугский резервный полк, наименованный 13 августа Малоярославским пехотным полком.
25 марта 1864 года к наименованию Кременчугского полка прибавлен войсковой № 32.
7 апреля 1879 года Кременчугский полк переформирован в четырёхбатальонный состав.

## Знаки отличия
- Георгиевское знамя с надписями «1806—1906», «За взятие приступом Варшавы 25 и 26 августа 1831 г. и за Севастополь в 1854 и 1855 гг.», с Александровской юбилейной лентой. Пожаловано Высочайшим приказом и грамотой 16 августа 1906 года.
- Поход за военное отличие, пожалованный 25 декабря 1849 года за подвиги, оказанные при усмирении Трансильвании[3] (Венгрии).

## Шеф полка
Шеф полка:
- 28.09.1806 — 01.09.1814 — полковник (с 21.11.1812 генерал-майор) Пышницкий, Дмитрий Ильич

## Командиры полка
- 16.12.1812 — 02.04.1814 — полковник Будденброк, Фёдор Фёдорович
- 02.04.1814 — 12.12.1819 — полковник Молостов, Александр Порфирьевич
- 17.12.1819 — 06.12.1827 — полковник Набоков, Пётр Александрович
  - 1830—1831 — (и.д.?) полковник Рафалович, Карп Матвеевич
- 06.12.1827 — 09.08.1832 — подполковник (с 01.04.1830 полковник) Лаврентьев
- 09.08.1832 — 03.03.1835 — полковник Богданов-Калинский, Варфоломей Андреевич
- 07.04.1835 — 14.02.1841 — полковник (с 06.12.1840 генерал-майор) Девойнич, Игнатий Станиславович
- 15.04.1841 — 28.03.1843 — полковник Лисицын, Платон Григорьевич
- 28.03.1843 — 06.02.1855 — подполковник (с 06.10.1845 полковник, с 06.12.1853 генерал-майор) барон фон Менгден, Евгений Евстафьевич
- хх.хх.1855 — 22.12.1855 — полковник Свищевский, Тимофей Иванович
- 22.12.1855 — 12.11.1860 — полковник Борман, Александр Иванович
- 12.11.1860 — 30.08.1863 — полковник Зволинский, Павел Александрович
- 30.08.1863 — 21.11.1863 — полковник Окольничий, Николай Андреевич[7]
- 21.11.1863 — 19.01.1866 — полковник Барковский, Андрей Лаврентьевич
- 19.01.1866 — 30.08.1874 — полковник Мальм, Вильгельм Иванович
- 12.09.1874 — 08.05.1875 — полковник Новомлинский, Николай Васильевич
- 08.05.1875 — 29.12.1877 — полковник Гернгрос, Алексей Александрович
- 29.12.1877 — 30.10.1884 — полковник Лео, Александр Христофорович[8]
- 08.11.1884 — 13.09.1895 — полковник (с 14.11.1894 генерал-майор) фон Шульц, Эдуард Эдуардович
- 21.09.1895 — 23.04.1901 — полковник Тюнегов, Алексей Александрович
- 07.05.1901 — 03.10.1904 — полковник Орлов, Фёдор Фёдорович
- 04.10.1904 — 06.06.1912 — полковник Евреинов, Николай Иванович
- 12.06.1912 — 06.09.1914 — полковник Ратко, Василий Александрович
  - 30.07.1914 — после 27.08.1914[9] — полковник Иванов, Фёдор Георгиевич (временно?)
- 31.12.1914 — 03.08.1915 — полковник Зундблад, Александр Оскарович
- 21.08.1915 — 30.09.1916 — полковник Климович, Антон Карлович
- 30.09.1916 — хх.хх.1917 — полковник Пещанский, Фёдор Александрович

## Известные люди, служившие в полку
- Вадковский, Александр Фёдорович[10] — декабрист
- Жуков, Иван Петрович — декабрист
- Коноплин, Иван Степанович (1894—1953) — прозаик, поэт, разведчик.
- Рик, Николай Семёнович[11] — генерал-майор, участник русско-турецкой войны 1877—1878 гг.
- Чеодаев, Михаил Иванович[12] — генерал от инфантерии
- Радзинь, Петр Карлович — генерал, командующий Латвийской армией.